# Ah-yea-h
『ah-yea-h』は、m.c.A・Tの2枚目（「富樫明生」名義を含めると3枚目）、通算4枚目のスタジオ・アルバム。1995年2月22日にavex traxよりリリースされた。

## 概要
『m.c.A・T』以来7ヶ月ぶりのオリジナル・アルバム。m.c.A・Tで2番目に売れた作品。

## 収録曲
全作詞・作曲・編曲：富樫明生
1. U can get a Chance! [4:44]
2. Oh! My Precious! [4:50]
5thシングル
3. You've gotta go Home! [4:14]
4. 風に叫ぶ～Energy Guyのテーマ～ [4:00]
4thシングル
5. Cuty'n Beauty,I'm sorry... [4:00]
6. HERO From NORTH～Love,Peace,Joy～ [4:02]
7. 風に叫ぶ～Energy Guyのテーマ～(Swing Jam Mix) [5:11]
8. Baby,Come around [4:42]